# Distretto di Nishishirakawa
Il distretto di Nishishirakawa (西白河郡, Nishishirakawa-gun?) è uno dei distretti della prefettura di Fukushima, in Giappone.
Attualmente fanno parte del distretto i comuni di Izumizaki, Nakajima, Nishigō e Yabuki.
| Controllo di autorità | VIAF (EN) 251148279 · NDL (EN, JA) 00317421 |